# Max Bunker
Max Bunker (bürgerlich: Luciano Massimiliano Secchi; * 24. August 1939 in Mailand, Italien) ist ein italienischer Autor, Comicautor und Verleger.

## Leben und Werk
Nach Abschluss seines Studiums arbeitete Secchi zunächst als Autor und Journalist für verschiedene Zeitungen. Im Comicbereich debütierte er im Jahr 1962, als er unter dem Pseudonym Esselle für den von Paolo Piffarerio gezeichneten Western-Comic Maschera Nera und für die von Raffaele Cormio gezeichnete Science-Fiction-Geschichte Atomik die Texte lieferte. Kurze Zeit später legte er sich das Pseudonym Max Bunker zu und schuf in Zusammenarbeit mit dem Comiczeichner Roberto Raviola alias Magnus etliche weitere Figuren, so die Comicserien Satanik und Kriminal, die beide im Jahr 1964 begonnen wurden. Zu Bunkers bekanntesten Figuren zählt der Antiheld Alan Ford, den er ebenfalls in Zusammenarbeit mit Raviola im Jahr 1969 schuf. Mitte der 1980er Jahre gründete er seinen eigenen Verlag Max Bunker Press. Zuvor war er bereits Gründer und Herausgeber des Magazins Eureka.
Neben seiner Tätigkeit im Comicbereich schrieb Bunker auch mehrere Romane. Sein Roman Agenzia investigativa Riccardo Finzi wurde 1979 unter dem Titel Agenzia Riccardo Finzi, praticamente detective verfilmt. Darüber hinaus war Bunker Regisseur, Produzent und Drehbuchautor des im Jahr 1982 veröffentlichten Films Delitti, amore e gelosia. Die von ihm getexteten Comics Kriminal, Satanik und Alan Ford dienten als Grundlage für mehrere Verfilmungen.
Auf Deutsch erschienen Auszüge aus Bunkers Comicserie Daniel, die von Frank Verola gezeichnet und im italienischsprachigen Original zwischen 1975 und 1978 veröffentlicht wurde, in der vom Bastei-Verlag herausgegebenen Taschenbuchreihe Krimi-Comics. Die Geschichten wurden dort in den Jahren 1988 und 1989 neben den Geschichten anderer Zeichner und Autoren unter dem Titel Kommissar Daniel in den Bänden 3 bis 5 veröffentlicht.